# Xã Grant, Quận Boone, Iowa
Xã Grant (tiếng Anh: Grant Township) là một xã thuộc quận Boone, tiểu bang Iowa, Hoa Kỳ. Năm 2010, dân số của xã này là 337 người.